# Marthamea beraudi
Marthamea beraudi är en bäcksländeart som först beskrevs av Navás 1909.  Marthamea beraudi ingår i släktet Marthamea och familjen jättebäcksländor. Inga underarter finns listade i Catalogue of Life.